# Христо Богоев
Христо Попминев Богоев е български адвокат, кмет на Бургас.

## Биография
Роден е на 25 ноември 1855 г. в старозагорското село Змейово. Участва в подготовката на Априлското въстание. По време на Съединението е председател на Пазарджишкия окръжен съд. В периода 1894-1898 е адвокат в Бургас. През 1898 г. става окръжен управител на Шумен. От 1901 до 1902 г. е кмет на Бургас. През 1911 г. отново става окръжен управител в Шумен, но същата година е назначен за такъв в Бургас. Остава на поста до 1913 г.